# Триасово-юрское вымирание

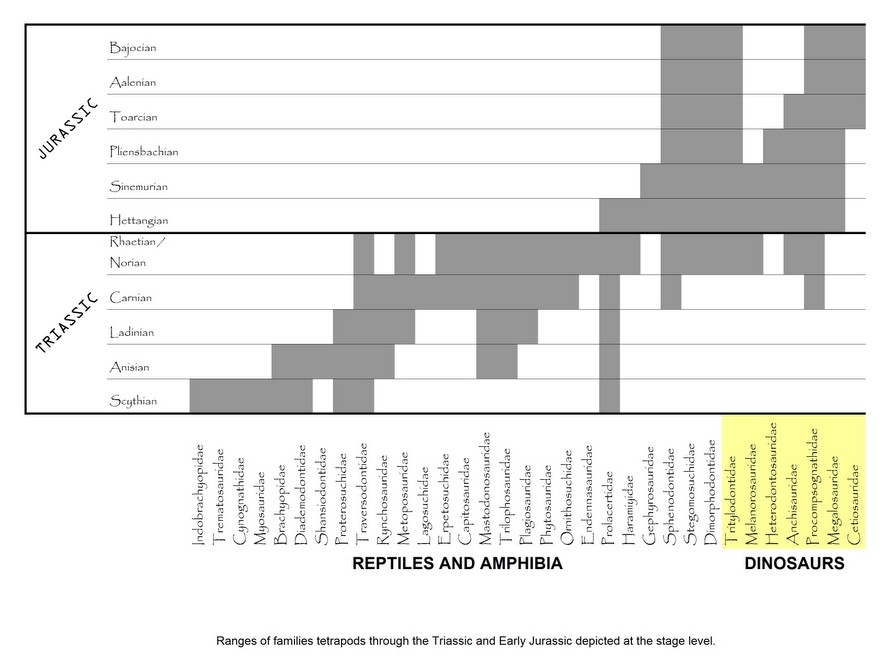
Распространение семейств тетрапод в триасовом, раннем юрском и в ранней части средней юры.

Триасово-юрское вымирание отмечает границу между триасовым и юрским периодами 201,3 миллиона лет назад и является одним из крупнейших вымираний мезозойской эры, глубоко затронувших жизнь на Земле.

## Последствия вымирания
Целый класс конодонтов, составлявших 20 % от всех морских семейств, все широко распространённые круротарзы (нединозавроподобные архозавры), некоторые из остававшихся терапсид и многие виды из широко распространённой группы земноводных полностью исчезли. По меньшей мере половина известных сейчас видов, живших на Земле в то время, вымерли. Это событие освободило экологические ниши, позволив динозаврам доминировать начиная с юрского периода. Триасовое вымирание произошло менее чем за 10 000 лет и происходило непосредственно перед тем, как Пангея начала распадаться на части.
Статистический анализ потерь среди морской фауны в этот период наводит на мысль, что уменьшение разнообразия было связано, скорее, со спадом в темпе видообразования, чем ростом вымирания.

## Причины
Было предложено несколько объяснений этого события, но все они не в полной мере отвечают предъявленным требованиям:
- Постепенная перемена климата или флуктуации уровня океана в течение позднего триасового периода. Однако, это не объясняет внезапность вымирания существ в океане. Возможно, перемена климата связана с изменением площади мирового океана и его глубины, вызванной движением земной коры. Отражение солнечного света водной поверхностью и увеличение влажности климата могло спровоцировать появление полярных и высокогорных ледяных шапок, что привело в свою очередь к ледниковому периоду и значительному промерзанию акватории океана.
- Падение астероида. Но не обнаружен ударный кратер, время образования которого совпадало бы с триасово-юрской границей (датировка столкновений, ответственных за кольцеобразную структуру Маникуаганского озера, и Пучеж-Катунской астроблемы не полностью совпадают с датировкой триасово-юрского вымирания).
- Массовые извержения вулканов, особенно излияние базальтовых лав в Центрально-атлантической магматической области (англ. Central Atlantic magmatic province) (CAMP), высвободило бы в атмосферу углекислый газ или диоксид серы, которые, в свою очередь, явились бы причиной сильного глобального потепления (от первого газа) или похолодания (от второго газа)[3]. В конце триасового периода в атмосферу в результате вулканических извержений попало порядка 100 тыс. гигатонн углекислого газа, что способствовало глобальному потеплению и подкислению океана[4].
- Гипотеза о метангидратном ружье. Потепление из-за вулканизма и накопления углекислого газа в атмосфере, могло привести к высвобождению метана из донных клатратов. Выделение метана, даже более сильного парникового газа чем CO2, ускорило бы потепление ещё сильнее, что, в свою очередь, привело бы к ещё большему высвобождению метана со дна океанов. Этот процесс мог привести к быстрому изменению глобальной температуры[5].

Изотропная структура окаменелых почв позднего триасового и раннего юрского периодов не демонстрируют доказательств каких-либо изменений количества углекислого газа (CO2) в атмосфере.
| Докембрий       | Кембрий | Ордовик | Силур | Девон | Карбон | Пермь | Триас | Юра | Мел | Палеоген | Нг | Чт |
| ◄               | 539     | 487     | 443   | 420   | 359    | 299   | 252   | 201 | 143 | 66       | 23 | 2  |
| ◄ млн лет назад |         |         |       |       |        |       |       |     |     |          |    |    |